# Saowalak Pengngam
Saowalak Pengngam, née le 30 novembre 1996, est une joueuse thaïlandaise de football évoluant au poste de attaquante. Elle joue en faveur du Chonburi Sriprathum et avec l'équipe nationale thaïlandaise.

## Carrière
Pengngam dispute avec l'équipe de Thaïlande la Coupe d'Asie 2018 qui se déroule en Jordanie. La Thaïlande se classe quatrième du tournoi.
Elle fait ensuite partie des 23 joueuses thaïlandaises retenues afin de participer à la Coupe du monde 2019 organisée en France.